# Elliotliest
Der Elliotliest (Tanysiptera ellioti) ist ein Eisvogel, der als Insel-Endemit nur auf der Insel Kofiau westlich von Neuguinea vorkommt. Die Bestandssituation dieser Art wird von der IUCN mit gefährdet (vulnerable) eingestuft. Es werden keine Unterarten unterschieden.

## Merkmale

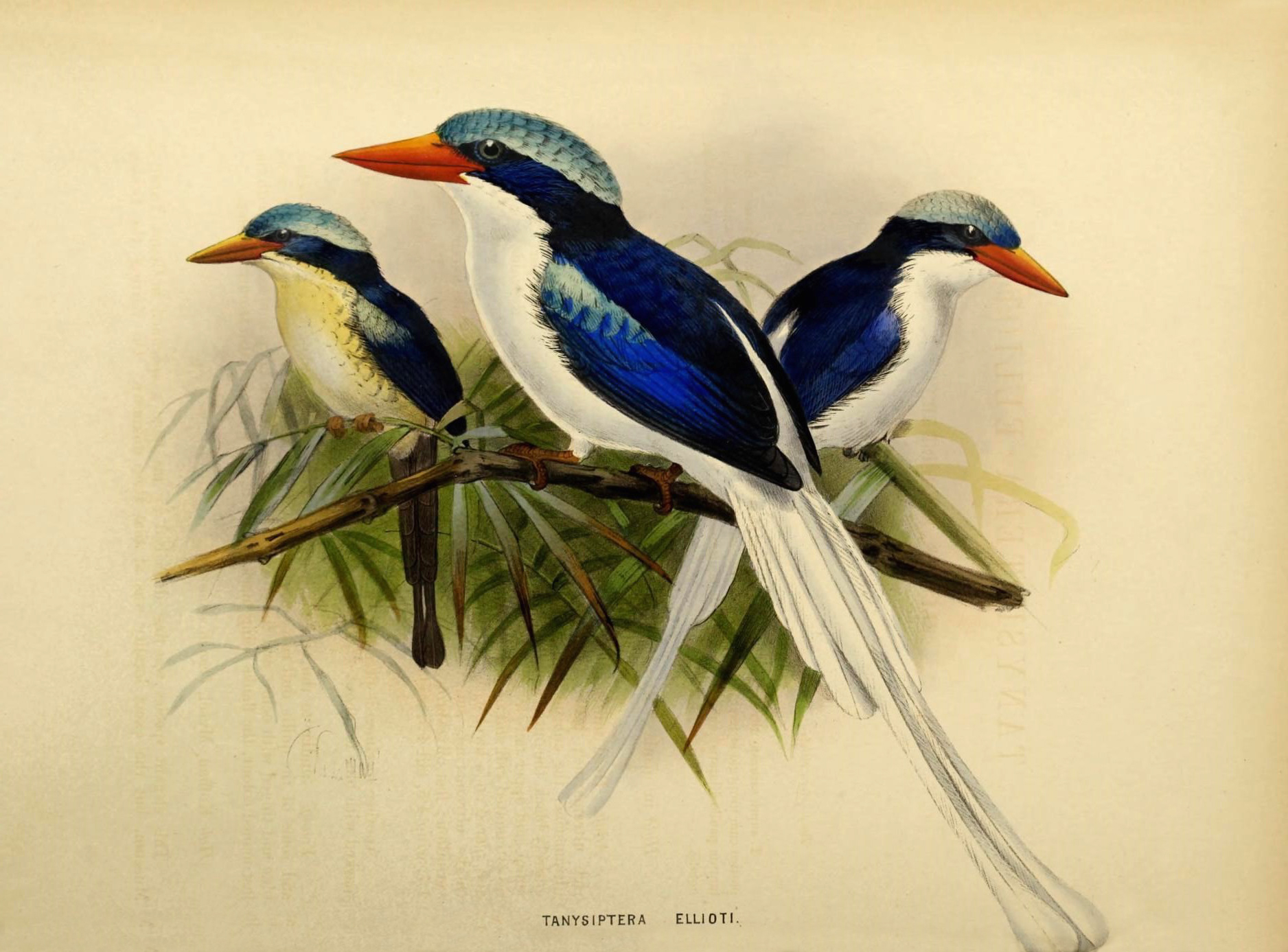
Zeichnung

Der Elliotliest ist eng verwandt mit dem Spatelliest, einer auf Neuguinea und den Molukken weit verbreiteten Art mit zahlreichen Unterarten, die wie der Elliotliest häufiger Inselendemiten sind. Vereinzelt wird der Elliotliest auch als Unterart des Spatelliestes behandelt.
Der Elliotliest erreicht inklusive der verlängerten Steuerfedern eine Körperlänge von 33 bis 34 Zentimeter, davon entfallen zwischen 10 und 11 Zentimeter auf das Schwanzgefieder.  Er hat einen großen roten Schnabel, einen hellblauen Kopf, weißes Brustgefieder und blaue Flügel. Er hat sehr lange weiße Schwanzfedern. Die reinweißen Schwanzfedern, die am Ende keine spatenförmige Verbreiterung haben, sind eines der wesentlichen Merkmale, warum dem Elliotliest ein Artstatus zugewiesen wird. Es gibt keinen ausgeprägten Geschlechtsdimorphismus.

## Verbreitung und Lebensraum
Der Elliotliest ist nur auf der vor der Westküste von Neuguinea gelegenen indonesischen Insel Kofiau verbreitet.

## Lebensweise
Er ernährt sich von Insekten und Würmern, die er am Boden fängt.

## Einzelbelege
1. 1 2   Handbook of the Birds of the World zum Elliotliest, aufgerufen am 22. Juni 2017
2. 1 2   Beehler &. Pratt: Birds of New Guinea. S. 224.